# Premio Nacional de Dramaturgia (Colombia)
El Premio Nacional de Dramaturgia en Colombia es un reconocimiento que el gobierno colombiano concede a dramaturgos colombianos por obras teatrales de alta calidad. Forma parte de los Premios Nacionales de Cultura del Portafolio del Programa Nacional de Estímulos del Ministerio de las Culturas, las Artes y los Saberes. Este premio busca fomentar la creación dramatúrgica en el país, reconocer la excelencia en la escritura teatral y promover la difusión de las obras galardonadas.

## Premiados
| Año  | Premiado                  | Obra premiada                     | Origen        | Jurados                                                                 | Comentarios |
| ---- | ------------------------- | --------------------------------- | ------------- | ----------------------------------------------------------------------- | --- |
| 2021 | Juan Carlos Moyano Ortiz  | La resurrección de los condenados | Bogotá, D. C. | Beatriz Camargo Pedro Miguel Rozo Flórez Victor Raul Viviescas Monsalve | Según el jurado: “[Juan Carlos Moyano] representa y sintetiza una comprensión del teatro como praxis y como arte que se singulariza y se instala en la tradición del teatro colombiano, que pone en relación y en diálogo aspectos diversos del arte teatral. En su trabajo dramatúrgico coinciden una actividad permanente del teatro de sala con la implantación de una propuesta de teatro de calle y de teatro para espacios abiertos no convencionales, campo en el cual el maestro Moyano fue precursor y es uno de los más valiosos exponentes”. |
| 2024 | Carolina Vivas Ferreira   | El vuelo de Leonor                | Bogotá, D. C. | por confirmar                                                           | Según el jurado: “[Se entrega el premio a Carolina Vivas Ferreira] no solo por su componente creativo, sino por el fomento pedagógico y sociocultural que ha tenido en torno al crecimiento de la dramaturgia del país, construyendo así estructura en el mismo oficio”. |
| 2024 | Erik Yovanny Leyton Arias | Pájaros                           | Bogotá, D. C. | por confirmar                                                           | Según el jurado: “Se caracteriza por su innovador uso simbólico del espacio y los objetos, como los pájaros, el té y las llamadas telefónicas, que además de cumplir una función literal, actúan como metáforas de la represión emocional, el control y la tensión entre los personajes, enriqueciendo la narrativa y fomentando una interpretación más profunda”. |

## Galardonados por origen
| Departamento  | Número de galardonados |
| ------------- | ---------------------- |
| Bogotá, D. C. | 3                      |